# 松本敏夫
松本 敏夫（まつもと としお、1908年（明治41年）3月17日 - 1987年（昭和62年）7月24日）は、日本の剣道家。段位は範士九段。

## 経歴
兵庫県伊丹市出身。1917年（大正6年）、小西酒造修武館に入門し、富山円に剣道を学ぶ。伊丹中学校を卒業後関西学院に進学。
1927年（昭和2年）、第4回明治神宮体育大会剣道競技大学、高専校の部で優勝。
1929年（昭和4年）、関西学院を卒業。同年、第5回明治神宮体育大会剣道競技青年団の部で優勝。
南海鉄道勤務を経て、関西学院書記となる。
1934年（昭和9年）、皇太子殿下御誕生奉祝天覧武道大会府県選士の部に兵庫県代表として出場。
1964年（昭和39年）、関西学生剣道連盟会長に就任。
1971年（昭和46年）、小西酒造修武館師範に就任。
1973年（昭和48年）、全日本剣道連盟副会長に就任。
1975年（昭和50年）、剣道の理念制定委員長を務める。
1980年（昭和55年）、全日本学生剣道連盟会長に就任。